# Roberto Azevêdo
Roberto Carvalho de Azevêdo (Salvador, 3 ottobre 1957) è un diplomatico brasiliano.
È stato direttore generale dell'Organizzazione Mondiale del Commercio (OMC) dal 1º settembre 2013 al 31 agosto 2020.